# Maskanah
Maskanah (tiếng Ả Rập: مسكنة) cũng đánh vần, Meskene là một thị trấn ở miền bắc Syria, một phần hành chính của huyện Manbij thuộc tỉnh Aleppo. Thị trấn nằm 100 kilômét (62 mi) về phía đông nam Aleppo trên hồ Assad thuộc Euphrates. Các địa phương gần đó bao gồm Dayr Hafir, Humaymah Kabirah và Tell Ayoub ở phía tây bắc và al-Thawrah ở phía đông nam. Theo Cục Thống kê Trung ương Syria (CBS), Maskanah có dân số 15.477 trong cuộc điều tra dân số năm 2004. Chính phủ Syria nắm quyền kiểm soát Maskanah vào ngày 3 tháng 6 năm 2017.

## Lịch sử
Thành phố thời đại đồ đồng của Emar nằm cách thị trấn hiện tại vài km về phía bắc. Sự đề cập sớm nhất về Maskanah đến từ Stephanus của Byzantium, nơi nó được đề cập trong bối cảnh các chiến dịch của Septimius Severus chống lại Đế chế Parthia.
Sau cuộc chinh phục Hồi giáo ở Syria, thị trấn bị lu mờ bởi Balis gần đó. Khu vực này nằm dưới sự cai trị của những người cai trị Aleppo cho đến thế kỷ thứ 12 khi Atabegs của Mosul bắt đầu khẳng định quyền kiểm soát nhiều hơn. Khu vực này bị tàn phá bởi các cuộc xâm lược của người Mông Cổ trong thế kỷ 13 và 14. Năm 1210, dưới thời cai trị Ayyubid, Tháp Al-Adil được xây dựng. Cấu trúc gạch được xây dựng theo phong cách kiến trúc Ba Tư đơn giản. Nó đã được khôi phục trong thời cai trị của Hafez al-Assad (1970-2000) và là một di tích kiến trúc lịch sử cuối cùng trong thị trấn.
Trong thời Ottoman, khu vực này chủ yếu là nơi sinh sống của các bộ lạc du mục. Năm 1838, Maskanah được phân loại là một ngôi làng đổ nát (" khirba") bởi học giả Kinh Thánh Eli Smith. Các vùng đất có thể trồng trọt của Aleppo Vilayet, bao gồm Maskanah, đã bị tịch thu vào năm 1876 bởi Sultan Abdulhamid II như tài sản cá nhân của mình. Các vùng đất sau đó đã được tích hợp trở lại vào nhà nước như tài sản công cộng. Năm 1915, thị trấn đã được viếng thăm bởi nhà phương Đông Alois Musil, người đề cập đến thị trấn có doanh trại, một khan lớn, và nơi cư trú của người đứng đầu dịch vụ điện báo. Một năm sau, Maskanah trở thành tuyến đường trục xuất lớn trong cuộc diệt chủng người Armenia, nơi ước tính 80.000 người Armenia đã chết.
Dưới sự ủy thác của Pháp, thị trấn là trung tâm của một qadaa, và phục vụ như một trung tâm sản xuất sữa và thương nhân gia súc. Năm 1945 làng có 430 cư dân.

Maskanah là trung tâm hành chính của Nahiya Maskanah của quận Manbij.

Vào ngày 3 tháng 6 năm 2017, thành phố đã bị Lực lượng Vũ trang Syria bắt giữ từ ISIL.

## Bộ lạc
Bộ lạc Hadidin tiền Hồi giáo được chứng thực ở vùng Maskanah thông qua một ngôi mộ của Shaykh Hadid, một tổ tiên đáng kính của bộ lạc. Sau cuộc chinh phục của người Hồi giáo, khu vực này liên tục có các bộ lạc Anizzah và Banu Bakr sinh sống. Thế kỷ 17 và 18 đã chứng kiến một làn sóng di cư khác đến khu vực bởi Anizzah. Ngày nay, khu vực này chủ yếu bao gồm các bộ lạc Anizzah và Shammar.

## Địa lý
Thị trấn nằm ở bờ trái của Euphrates trong một khu vực nơi dòng sông uốn cong về phía đông do một sân thượng của Pleistocene. Khoảng cách của thị trấn với dòng sông đã thay đổi qua nhiều năm do những thay đổi trên lòng sông. Maskanah nằm ở biên giới giữa sa mạc Syria ở phía nam và đồng bằng Manbij màu mỡ phía bắc.

### Tiểu sử
- Smith, Eli; Robinson, Edward (1841). Biblical Researches in Palestine, Mount Sinai and Arabia Petraea: A Journal of Travels in the Year 1838. Quyển 3. Crocker and Brewster.